# Spielen macht Schule
Die Initiative Spielen macht Schule ist ein Wettbewerb für Grundschulen. Das Ziel der Initiative ist es, das klassische Spielen zu fördern. 2007 haben der Verein Mehr Zeit für Kinder und das Transferzentrum für Neurowissenschaften und Lernen das Konzept für den Wettbewerb entwickelt.

## Geschichte
2007 wurde in Hessen ein Pilotprojekt mit 172 beteiligten Grundschulen im Bereich der Staatlichen Schulämter Darmstadt-Dieburg, der Stadt Darmstadt, Wetteraukreis und Hochtaunuskreis gestartet, das 2008 auf das gesamte Bundesland Hessen sowie Bayern und Baden-Württemberg ausgedehnt wurde und für 6.000 Grundschulen ausgerichtet wurde. 2009 kam das Bundesland Nordrhein-Westfalen hinzu und das Preisgeld betrug 750.000 EUR, wovon für 46 Grundschulen und 4 Bibliotheken in Nordrhein-Westfalen insgesamt 200.000,00 EUR zur Verfügung standen. 2010 waren neun Bundesländer zur Teilnahme zugelassen: Baden-Württemberg, Bayern, Berlin, Brandenburg, Hamburg, Hessen, Nordrhein-Westfalen, Rheinland-Pfalz und Sachsen. Ab 2012 ist die bundesweite Ausschreibung geplant.

## Ablauf des Wettbewerbes
Der Wettbewerb findet jährlich statt. Zur Teilnahme erstellen Schulen ein Konzept, wie sie das klassische Spielen in den Schulalltag einbinden und die Spiele den Kindern zugänglich machen. Dieses wird von einer Fachjury bewertet. Die Gewinnerschulen erhalten als Preis eine Auswahl an Spielen, um ein Spielzimmer einrichten zu können. 2010 wurden Spiele im Wert von 750.000,00 EUR an 205 Grundschulen vergeben. Diese hat im Vorfeld das Transferzentrum für Neurowissenschaften und Lernen auf ihren pädagogischen Wert geprüft. Die Kultusministerien der beteiligten Bundesländer unterstützen die Initiative. Die Spiele stiften Mitgliedsunternehmen des Deutschen Verbandes der Spielwaren-Industrie, u. a. Märklin, Ravensburger und der Tipp-Kick-Hersteller Edwin Mieg OHG. Bis 2010 sollten 800 Spielzimmer in Grundschulen eingerichtet werden.